# James King (heldentenor)
Pour les articles homonymes, voir James King et King.
James King, né le 22 mai 1925 à Dodge City, Kansas et mort le 20 novembre 2005 à Naples, Floride) est un Heldentenor américain, réputé pour sa voix claire et puissante et son chant sans maniérismes.

## Biographie
King fait ses études musicales à l'université d'État de Louisiane, où il étudie d'abord le piano et le violon. Il est diplômé en 1952 d'un master à l'université du Missouri à Kansas City. Il débute comme baryton mais remarque en 1955 que sa tessiture est davantage celle d'un ténor. Il retravaille sa voix dans ce sens, notamment auprès de Martial Singher et Max Lorenz. Après avoir chanté une dernière fois en baryton dans Escamillo dans Carmen aux côtés de Marilyn Horne, il remporte en tant que ténor les American Opera Auditions à Cincinnati en 1961. Il fait alors ses débuts en Don José dans Carmen à l'Opéra de San Francisco, et en Europe dans le rôle de Cavaradossi, dans Tosca, au Teatro alla Pergola de Florence, en 1961. 
Il devient une star du chant à un âge relativement avancé. De 1962 à 1965, il chante les répertoires français et italien au Deutsche Oper Berlin et fait ses débuts au Metropolitan Opera de New York en 1966 dans Florestan, puis Lohengrin (113 représentations en trente ans). Auparavant, en 1962, il débute au Festival de Salzbourg en incarnant le rôle d'Achille dans Iphigénie en Aulide de Christoph Willibald Gluck ; sur la même scène, il chante également Aeghist (Elektra), Florestan (Fidelio), l'Empereur (La Femme sans ombre), Bacchus (Ariane à Naxos). Il se produit alors dans la plupart des grandes maisons d'opéra d'Europe et d'Amérique, notamment à l'Opéra de Vienne où il débute en 1963 et restera particulièrement apprécié, chantant régulièrement Wagner et Strauss (366 représentations pour 23 rôles différents). Il y fera d'ailleurs sa dernière apparition en Florestan dans Fidelio en 1997 (rôle qu'il a enregistré avec Karl Böhm, à Munich, en 1978).
Lors de son audition pour le rôle de Siegmund dans La Walkyrie, enregistrée dans le cadre de l'intégrale du Ring de Wagner dirigée par Georg Solti, le vétéran Gottlob Frick (Hunding) s'écria : « Voilà le ténor que nous attendions ! ». C'était en 1966. Et en effet, son incarnation du rôle, gravée à deux reprises au disque, sous la direction de Georg Solti (avec Régine Crespin dans le rôle de Sieglinde) et Karl Böhm (avec Leonie Rysanek), est demeurée légendaire. Dès lors, il apparaît comme un nouveau grand ténor wagnérien, et de 1965 à 1975 chante Siegmund, Lohengrin et Parsifal au Festival de Bayreuth. À partir de 1968, on l'entend également à la Scala de Milan et à l'Opéra de Paris, dans les rôles de Calaf, Parsifal, Manrico. Berlin, Munich et Vienne lui décernent le titre de Kammersänger. En France, il chante en 1987 à l'opéra de Marseille Siegmund dans La Walkyrie, aux côtés de Leonie Rysanek.
Parmi ses nombreux enregistrements discographiques, outre l'opéra, l'un des plus célèbres est celui de Das Lied von der Erde (Le Chant de la terre) de Gustav Mahler avec Dietrich Fischer-Dieskau et l'Orchestre philharmonique de Vienne sous la baguette de Leonard Bernstein.
De 1984 à 2002, il enseigne la musique et le chant à l'université de l'Indiana à Bloomington, où il fait sa dernière apparition scénique en 2000 dans le rôle de Siegmund. En 1985, il a également créé l'adaptation de Hans Werner Henze de Il ritorno d'Ulisse in patria de Claudio Monteverdi. Il meurt à l'âge de quatre-vingt ans d'une crise cardiaque.

## Discographie sélective
- Beethoven, Fidelio, dir. Karl Böhm (DG)
- Gustav Mahler :
  - Das Lied von der Erde, avec Janet Baker, dir. Bernard Haitink (Philips)
  - Das Lied von der Erde, avec Dietrich Fischer-Dieskau, dir. Leonard Bernstein (Decca)
- Richard Strauss :
  - Die Frau ohne Schatten, dir. Karl Böhm (DG)
  - Ariadne auf Naxos, dir. Wolfgang Sawallisch (Orfeo)
  - Ariadne auf Naxos, dir. Rudolf Kempe (EMI)
  - Daphne, dir. Karl Böhm (DG)
- Richard Wagner :
  - Lohengrin, dir. Rafael Kubelík (DG)
  - Parsifal, dir. Rafael Kubelík (Dom)
  - Parsifal, dir. Pierre Boulez (DG)
  - La Walkyrie, dir. Georg Solti (Decca)
  - La Walkyrie, dir. Karl Böhm (Philips)